# Global Trustworthy
Global Trustworthy, född 17 april 2013 i Nacka i Stockholms län, är en svensk varmblodig travhäst. Han tränas av sin ägare Timo Nurmos och körs oftast av Jorma Kontio.
Global Trustworthy började tävla i juli 2016. Han inledde karriären med fem raka segrar. Han har till december 2019 sprungit in 3,8 miljoner kronor på 24 starter varav 10 segrar, 3 andraplatser och 2 tredjeplatser. Han har tagit karriärens hittills största seger i Gran Premio Palio Dei Comuni (2021). Han har även segrat i  Big Noons Jubileumspokal (2018), Gulddivisionens final (sept 2019) och Konung Carl XVI Gustafs Silverhäst (2019).
Han har även kommit på tredjeplats i både Svenskt Trav-Kriterium (2016) och Svenskt Travderby (2017).